# Phillip Wilson (musicien)
Pour les articles homonymes, voir Wilson.
Phillip Sanford Wilson, né le 8 septembre 1941 à Saint-Louis (Missouri) et mort le 25 mars 1992 à New York, est un batteur américain de blues et de jazz, membre fondateur de l'Art Ensemble of Chicago et membre du groupe Paul Butterfield Blues Band.

## Biographie
Né à Saint-Louis, dans le Missouri, aux États-Unis, Phillip Wilson est un musicien de troisième génération. Son grand-père, Ira Kimball, était un percussionniste jouant sur les bateaux fluviaux qui descendaient le Mississippi de Saint-Louis à La Nouvelle-Orléans. Il a fait ses débuts avec Sam Lazar, connu pour avoir été l'un des premiers groupe interracial de la région de Saint-Louis. Après avoir déménagé à Chicago, dans l'Illinois, il est devenu membre de l'Association for the Advancement of Creative Musicians AACM et a joué avec l'Art Ensemble of Chicago.
Il rejoint le Paul Butterfield Blues Band en 1967 à une époque où la composition du groupe a beaucoup changé, notamment avec l'ajout d'une section de cuivres, et enregistre trois albums avec le groupe. La chanson de Wilson Love March, écrite avec Gene Dinwiddie, a été interprétée à Woodstock et publiée en 1970 sur l'album live du festival.[réf. souhaitée]
Au début des années 1970, Wilson, avec Gene Dinwiddie et Buzz Feiten, ancien membre de Paul Butterfield Blues Band, forme le groupe de jazz-rock Full Moon. Le groupe est l'auteur d'un album éponyme considéré comme l'un des meilleurs premiers exemples de fusion jazz. Membre de la scène jazz loft new-yorkaise des années 1970, il travaille comme musicien de studio pour Stax Records à Memphis et avec Jimi Hendrix au Cafe Au Go Go et au Generation Club en 1968, et collabore avec notamment The Last Poets, Fontella Bass, Olu Dara, David Murray, Anthony Braxton et Carla Bley. Au cours des années 1980, il est un collaborateur régulier du trompettiste Lester Bowie. En 1985, lui et Bill Laswell coproduisent l'album Down by Law sous le nom de groupe Deadline. À la fin des années 1980, il poursuit activement sa carrière musicale et se produit régulièrement au Deanna's, lieu en vogue du Lower East Side de Manhattan.[réf. souhaitée]
Le 25 mars 1992, Wilson est traqué et assassiné à New York. À la suite de l'émission télévisée America's Most Wanted, un dénommé Marvin Slater est arrêté puis condamné, en 1997, à 33 ans et demi de prison pour meurtre avec préméditation. Le mobile de ce meurtre n'a pas été révélé au cours du procès et reste inconnu à ce jour.

## Discographie

### En solo
- 1972 : Full Moon avec Full Moon (Douglas)
- 1978 : Phillip Wilson Quartet, Live at Moers Festival (Moers)
- 1978 : Phillip Wilson Trio Live avec Leo Smith and Johnny Dyani, Fruits (Circle Records)
- 1978 : Duet avec Lester Bowie (Improvising Artists)
- 1979 : Esoteric avec Olu Dara (Hat Hut)
- 1985 : Down by Law avec Deadline (Celluloid)

### En tant que musicien d'accompagnement

#### The Art Ensemble of Chicago
- 1993 : 1967/68 (Nessa)

#### The Rance Allen Group
- 1975 : A Soulful Experience (Stax Records)

#### avec Martha Bass, Fontella Bass et David Pearson
- 1980 : From the Root to the Source (Soul Note)

#### avec Carla Bley
- 2018 : Amarillo World Headquarters Austin Texas March 27. 1978 (Hat Hut)

#### avec Hamiet Bluiett
- 1976 : Endangered Species (India Navigation)

#### avec Lester Bowie
- 1974 : Hello Dolly (Muse Records)
- 1978 : African Children (Horo)
- 1978 : The 5th Power (Black Saint)
- 1981 : The Great Pretender (ECM)
- 1983 : All the Magic (ECM)
- 1985 : I Only Have Eyes for You (ECM)
- 1986 : Avant Pop (ECM)
- 1987 : Twilight Dreams (Venture)
- 1991 : The Organizer (DIW)
- 1991 : Funky T. Cool T. (DIW)

#### avec Anthony Braxton
- 1972 : Town Hall 1972 (Trio)
- 1976 : Creative Orchestra Music 1976 (Arista)

#### avec Paul Butterfield
- 1967 : The Resurrection of Pigboy Crabshaw
- 1968 : In My Own Dream
- 1969 : Keep on Moving
- 1970 : Woodstock: Music from the Original Soundtrack and More

#### avec James Newton
- 1978 : Paso Del Mar (Indian Navigation Company)
- 1982 : Portraits (Indian Navigation Company)

#### avec John Carter
- 1979 : John Carter Quintet (Moers Music)

#### avec Julius Hemphill
- 1972 : Dogon A. D. (Freedom)
- 1975 : Coon Bid'ness (Freedom)
- 2021 : The Boyé Multi-National Crusade for Harmony (New World)

#### avec Peter Kuhn
- 1981 : Ghost Of A Trance (Hat Hut Records)

#### avec Sam Lazar
- 1962 : Playback (Argo)

#### avec Lightnin' Rod
- 1973 : Hustlers Convention (Celluloid)

#### avec Frank Lowe
- 1977 : The Frank Lowe Orchestra, Lowe and Behold, (Musicworks)
- 1991 : Frank Lowe & The Saxemple, Inappropriate Choices, (ITM)
- 1993 : Out of Nowhere (Ecstatic Peace)

#### avec Bugsy Maugh
- 1969 : Bugsy (Dot Records)

#### avec Roscoe Mitchell
- 1967 : Old/Quartet (Nessa)

#### avec David Murray
- 1976 : Low Class Conspiracy (Adelphi)
- 1975 : Flowers for Albert: The Complete Concert (India Navigation)
- 1977 : Live at the Lower Manhattan Ocean Club (India Navigation)

#### avec Juma Sultan's Aboriginal Music Society
- 2011 : Father of Origin (Eremite, enregistrer en 1970 ou en 1971[5],[6],[7])